# Senda Queen Charlotte

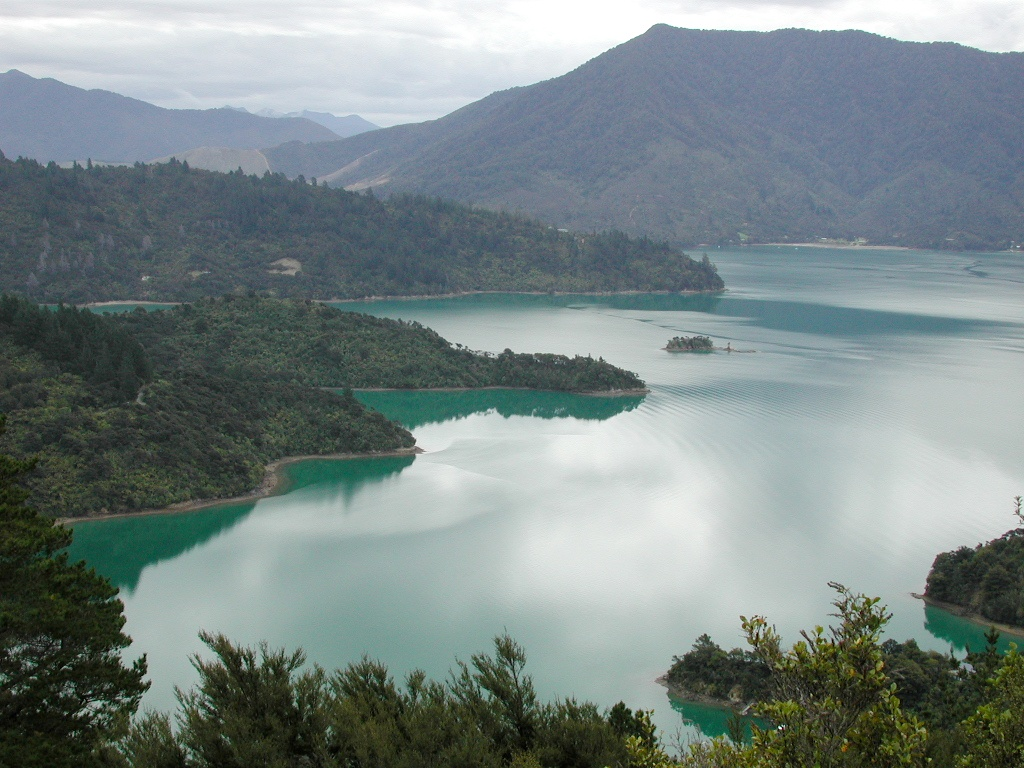
Bahía Te Mahia, una de las vistas a lo largo de la senda Queen Charlotte.

La senda Queen Charlotte es un sendero de 70 km de extensión en Nueva Zelanda entre las ensenadas Queen Charlotte y Kenepuru en Marlborough Sounds. Se extiende desde la bahía Ship en el norte hasta Anakiwa en el sur. En la mayor parte del recorrido, el sendero atraviesa zonas de arbustos nativos a lo largo de la cresta de las colinas entre las bahías y caletas, ofreciendo buenas vistas a ambos lados.
Desde principios de 2013, la senda Queen Charlotte se ha convertido en uno de los senderos para bicicletas de Nueva Zelanda, accesible para los ciclistas de montaña.

## Descripción
La senda es mantenida por el Departamento de Conservación de Nueva Zelanda y está bien formada y es fácil de seguir. Es una de las sendas de senderismo más populares en Nueva Zelanda, y también está abierta al ciclismo de montaña durante todo el año, excepto en la sección de Ship Cove a Kenepuru Saddle, que está cerrada para el ciclismo de montaña de diciembre a febrero.
El sendero transcurre principalmente sobre suelo arcilloso, con puentes sobre todos los arroyos y ríos principales, y alcanza los 470 m s. n. m. No es una senda difícil, sin embargo, es larga, con una sección entre Camp Bay y Torea Saddle de más de 23 km de largo. Todo el viaje de ida puede completarse en 3 a 5 días a pie o 13 horas en bicicleta (generalmente dividido en dos días). La senda Queen Charlotte también es popular para caminatas de un día, con puntos de acceso por carretera en Camp Bay, Torea Saddle, Te Mahia Saddle y Anakiwa, y acceso de traslado en barco a Ship Cove, Resolution Bay, Endeavor Inlet, Camp Bay, Torea Bay, Mistletoe Bay y Anakiwa. El transporte en barco está disponible desde y hacia Picton.